# Кофейный эксперимент Густава III

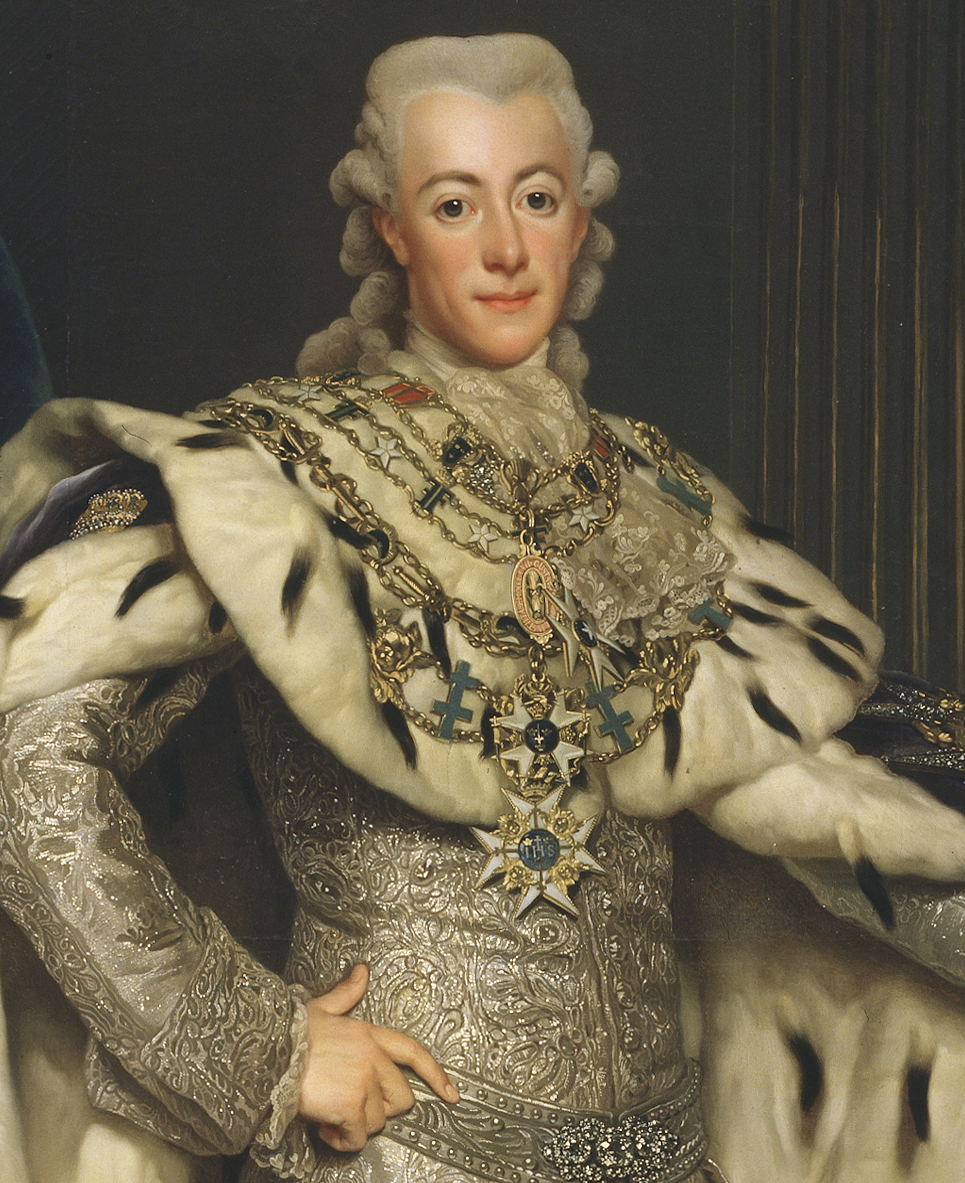
Густав III (1746—1792) — шведский король, решивший доказать негативное влияние кофе на здоровье

Кофейный эксперимент Густава III — двойной эксперимент, подлинность которого поставлена под сомнение, проведённый по заказу шведского короля во второй половине XVIII века для изучения влияния кофе на здоровье. Исследование не подтвердило предполагаемую опасность употребления кофе.

## Предыстория
Кофе в Швеции впервые появился около 1674 года, но практически не имел распространения до начала XVIII века, когда он вошёл в моду среди богачей. В 1746 году был издан королевский указ, направленный против кофе и чая, обусловленный «злоупотреблениями и неумеренностью в потреблении чая и кофе». Употребление начинает облагаться огромными налогами, за неуплату которых налагается штраф на имущество и конфискуются блюдца и чашки. Позже кофе был запрещён полностью, но, несмотря на запрет, его потребление продолжилось.
Густав III рассматривал употребление кофе как угрозу для здоровья населения и был полон решимости доказать это, приказав провести научный эксперимент.

## Эксперимент
Король приказал провести эксперимент с использованием двух близнецов. Оба близнеца за совершённые преступления были приговорены к смертной казни. Их приговор был заменён пожизненным заключением при условии, что один из близнецов будет выпивать по три кружки кофе, а другой — такое же количество чая каждый день всю оставшуюся жизнь.
Два врача были назначены для руководства экспериментом и доклада результата королю. Оба врача умерли, предположительно, по естественным причинам ещё до того, как эксперимент был завершён. Густав III, убитый в 1792 году, также не смог дождаться результата. Среди близнецов первым умер пивший чай, в возрасте 83 лет. Точная дата смерти второго близнеца неизвестна.

## Последствия
В 1794 году правительство в очередной раз попыталось запретить употребление кофе. Запрет продлевался несколько раз и действовал до 1820-х годов, но так и не смог искоренить употребление кофе. После того, как запрет был снят, кофе стал самым популярным напитком в Швеции, что позволило войти ей в первую десятку списка стран по потреблению кофе на душу населения.
Данный эксперимент иногда в шутку называют первым шведским клиническим испытанием.